# August Kop
August Johannes Kop (Purmerend, Nizozemska, 5. svibnja 1904. — Pakan Baroe, Sumatra, Nizozemska Istočna Indija, 30. travnja 1945.) je bivši nizozemski hokejaš na travi. 
Osvojio je srebrno odličje na hokejaškom turniru na Olimpijskim igrama 1928. u Amsterdamu igrajući za Nizozemsku. Na turniru je odigrao sva četiri susreta na mjestu napadača.
Umro je u japanskom sabirnom logoru Pakan Baroe. U to vrijeme je bio na prisilnom radu. Gradio je Prugu smrti (željeznička pruga Tajland-Burma).

## Vanjske poveznice
- Profil na Database Olympics